# Metteniusa
Metteniusa je rod rostlin z čeledi Metteniusaceae. Jsou to stromy se střídavými jednoduchými listy a pětičetnými pravidelnými květy, rostoucí v mlžných lesích ve Střední Americe a v jihoamerických Andách. Rod zahrnuje celkem 7 druhů.

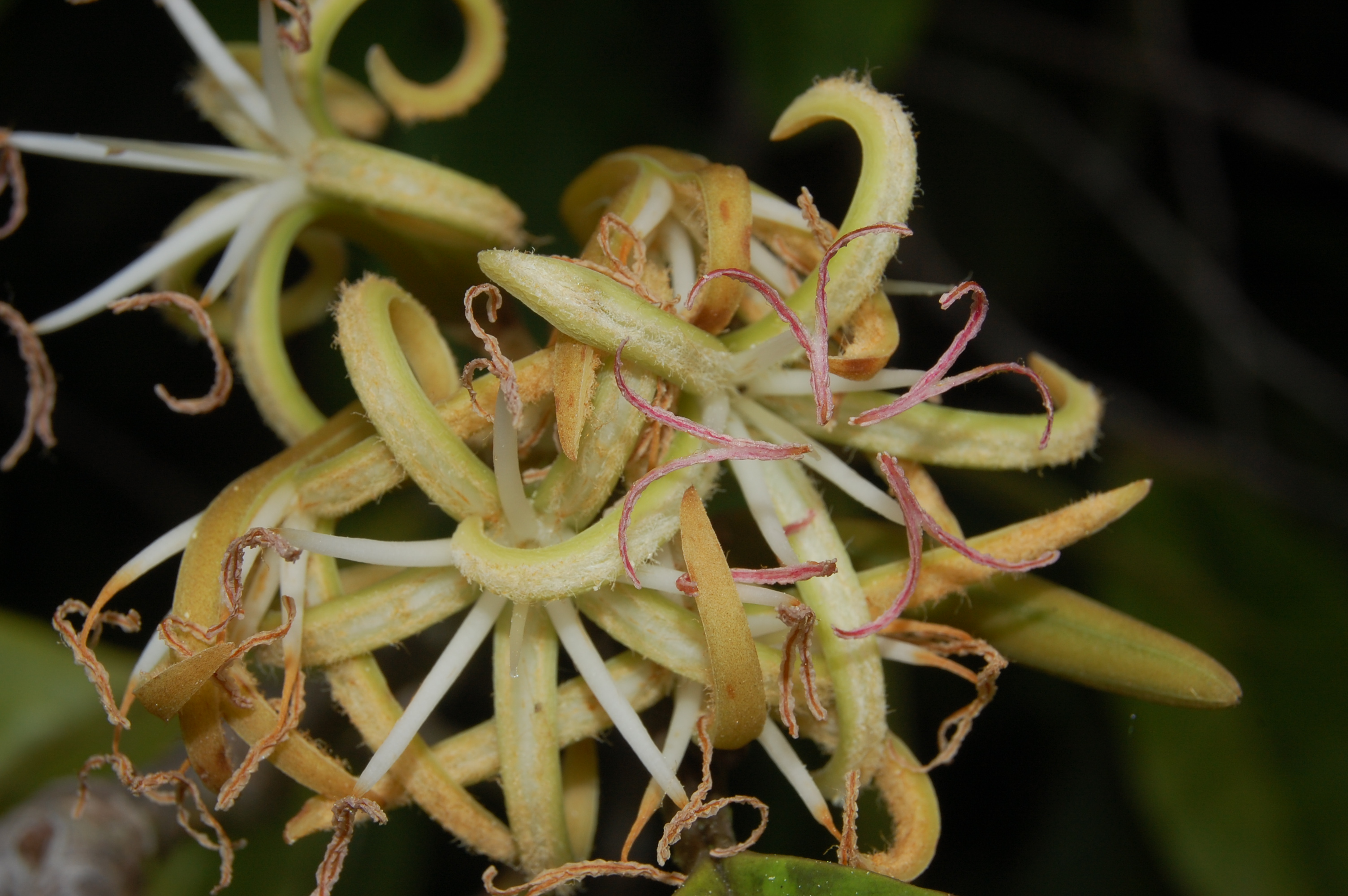
Detail květů Metteniusa tessmanniana

## Popis
Zástupci rodu Metteniusa jsou stromy se střídavými jednoduchými listy. Květy jsou pětičetné, pravidelné, oboupohlavné, v úžlabních vrcholičnatých květenstvích. Kalich je srostlý, vytrvalý a obklopuje semeník. Korunní lístky jsou dužnaté, na bázi krátce srostlé v korunní trubku. Tyčinek je pět a střídají se s korunními lístky. Semeník je svrchní, s jedinou komůrkou (pseudomonomerní) a s nitkovitou čnělkou zakončenou málo diferencovanou bliznou. Koruna a tyčinky po opylení odpadávají. Plodem je peckovice.

## Rozšíření
Rod Metteniusa zahrnuje 7 druhů a je rozšířen ve Střední Americe a jihoamerických Andách od Kolumbie a Venezuely po Peru a Ekvádor. Klasickým stanovištěm jsou mlžné horské lesy v nadmořských výškách 250 až 2000 metrů.

## Taxonomie
Tachtadžjan řadil Metteniusaceae do samostatného řádu Metteniusales v rámci nadřádu Celastranae, ve většině ostatních systémů byl v minulosti řazen rod Metteniusa do čeledi Alangiaceae.
Ta byla posléze v systému APG zrušena, rod Alangium byl vřazen do čeledi dřínovité (Cornaceae) a rod Metteniusa přeřazen do samostatné čeledi Metteniusaceae, která byla ponechána nezařazená do řádu v rámci vývojové větve nazývané Lamiids. Ve verzi APG IV, vydané v roce 2016, je čeleď Metteniusaceae řazena do samostatného řádu Metteunisales, tvořícího jednu z bazálních větví Lamiids, a bylo do ní vřazeno 10 rodů vyjmutých z čeledi Icacinaceae.

## Význam
Některé indiánské kmeny severní a východní Kolumbie používají semena Metteniusa edulis jako potravinu.